# Avière
Pour les articles homonymes, voir Avière (homonymie).
L'Avière est une rivière française qui coule dans le département des Vosges, en région Grand Est. C'est un affluent gauche direct de la Moselle, donc un sous-affluent du Rhin.

## Géographie
L'Avière prend sa source à Renauvoid, dans l'ancienne forêt domaniale du ban d'Uxegney, à l'altitude 410 mètres dans les grès bigarrés de la forêt d'Avière, au sud du lieu-dit la Grotte et au sud de l'étang d'Avière qui lui donne naissance. Cette limite peu remarquable de bassin versant appartient aux monts Faucilles des manuels de géographie du XIXe siècle.
D'une longueur de 28 kilomètres elle coule alors du sud vers le nord et conflue avec la Moselle à Châtel-sur-Moselle, à l'altitude 284 mètres, à côté de Nomexy, localités situées entre Épinal et Charmes. Sa vallée supérieure dans les roches gréseuses est occupée par le réservoir de Bouzey, une construction nécessaire à la régularisation des apports au canal de l'Est. L'Avière passe sous la branche sud du canal de l'Est. Après Uxegney dont le village en rive gauche repose sur des formations du Muschelkalk, la vallée de l'Avière délimite à l'ouest la cuesta du Muschelkalk des anciennes terrasses alluvionnaires de la Moselle, essentiellement forestière avec la forêt domaniale du Souche. Au nord d'Oncourt, ces derniers terrains quaternaires occupent toute la vallée de la rivière, la cuesta s'éloignant vers l'ouest. Les dépôts d'alluvions au niveau de la confluence à Nomexy avec la Moselle sont importants, engendrant l'existence de plusieurs niveaux de nappes phréatiques.

### Communes et cantons traversés
Dans le seul département des Vosges, l'Avière traverse dix communes et deux cantons :
- dans le sens amont vers aval : Renauvoid (source), Sanchey, Darnieulles, Uxegney, Domèvre-sur-Avière, Oncourt, Mazeley, Frizon, Nomexy, Châtel-sur-Moselle (confluence).

Faisons d'emblée une correction à cette information sourcée, mais erronée : la commune de Chaumousey est bien traversée et longée par la rivière. Darnieulles entre Chaumousey et Uxegney ne parvient juste qu'à quelques mètres en limite occidentale de la rive, elle n'est atteinte ou traversée qu'en situation de crue. Enfin, Mazeley n'est pas traversée par la rivière. L'Avière ne traverse que neuf communes.
Soit en termes de cantons, l'Avière prend source dans le canton d'Épinal-Ouest, et conflue dans le canton de Châtel-sur-Moselle.

## Hydronymie
L'hydronyme est cité dans diverses chartes médiévales et documents paléographiques, avec des graphies variables et des prononciations très proches quoique diverses (latine, ancien ou moyen français, romane lorraine). Ainsi Avierre en 1309, Aveire en 1312, Auveire en 1313, Avere en 1396, Aviere au XIVe siècle, Aveure en 1413, Alviere en 1522, la ripvierre d'Avierre dans un texte de 1582 à la cote B668 n°53 des Archives des Vosges ou encore, déjà avec un accent grave, Awière au XVIe siècle.
Selon la tradition paysanne locale, toute rivière (ou chemin) lorsqu'on remonte son cours mène à l'endroit remarquable qui explique son nom. La modeste rivière prend sa source au bois d'Avière, au niveau d'un ancien étang de Renauvoid, que les anciens habitants nommaient aussi l'Avière. La dénomination gallo-romaine, d'origine celtique, signifie simplement à l'origine "étendue ou surface d'eau". Le vieux mot lorrain auve provient du mot gallo-roman awa, variante locale de aqua, le mot latin, parent de la dernière racine principale, area désigne une superficie, une étendue variable. L'Avière en son amont ou en son cours, étaient autrefois une étendue d'eau variable selon les saisons et les crues. 

## Toponymie
L'Avière a donné son hydronyme à la commune de Domèvre-sur-Avière et à la forêt d'Avière.

## Affluents
L'Avière a onze affluents référencés : 
- la canal d'alimentation du réservoir de Bouzey (rd) 41,5 km
- le canal de l'Est (rd) 73,1 km
- le ruisseau du Breuil (rg) 3,8 km sur la seule commune de Chaumousey.
- le ruisseau des Rayeux (rg) 5,2 km sur les trois communes de Chaumousey, Darnieulles et Gorhey.
- le ruisseau de devant la Souche (rg) 2,5 km sur la seule commune de Darnieulles.
- le ruisseau des Roseaux (rg) 3,5 km sur les deux communes de Darnieulles et Uxegney.
- le ruisseau des près de l'Épine (rd) 2,7 km sur les deux communes de Les Forges et Uxegney avec deux affluents :
  - le ruisseau des Aunots (rd) 1,5 km sur la seule commune d'Uxegney.
  - le canal de l'Est. 73,1 km déjà vu plus haut
- le Corbé (rg) 4,2 km sur les quatre communes de Domèvre-sur-Avière, Fomerey, Gigney, et Mazeley avec deux affluents :
  - le ruisseau du Jaunay (rg) 3,7 km sur les deux communes de Fomerey et Gigney.
  - le ruisseau le Trimbolot (rg) 1 km sur la seule commune de Gigney.
- le ruisseau de Flauzey (rg) 6,3 km sur les trois communes de Bouxières-aux-Bois, Mazeley et Oncourt avec un affluent :
  - le ruisseau de Virine, ou ruisseau de Maillaupre selon le Sandre (rd) 4,5 km sur les deux communes de Mazeley et Bouxières-aux-Bois.
- le Poinsot, ou Poinçot selon Géoportail (rg) 4,4 km sur les deux communes de Frizon et Saint-Vallier.
- le ruisseau l'Avière, (homonyme), 0,6 km sur la seule commune de Chaumousey.

Donc le rang de Strahler est de trois.

## Hydrologie

### L'Avière à Frizon
L'Avière est une rivière peu régulière. Son débit a été observé depuis le 1er décembre 1969 , à Frizon (lieu-dit Basse-Frizon), à 297 m d'altitude, localité du département des Vosges située peu avant son confluent avec la Moselle. La surface prise en compte est de 106 km2, soit la presque totalité du bassin versant du cours d'eau qui en fait 108.
Le module de la rivière à Frizon est de 1,24 m3/s.
L'Avière ne présente pas de fluctuations saisonnières excessives. Les hautes eaux se déroulent en hiver et se caractérisent par des débits mensuels moyens allant de 1,76 à 2,06 m3/s, de décembre à mars inclus (avec un maximum fort peu apparent en décembre). À partir du mois de mars cependant, le débit diminue doucement jusqu'aux basses eaux d'été qui ont lieu de juillet à octobre, entraînant une  baisse du débit mensuel moyen jusqu'au plancher de 0,479 m3 au mois d'août. Mais ces moyennes mensuelles cachent des fluctuations plus prononcées sur de courtes périodes ou selon les années.

### Étiage ou basses eaux
Aux étiages, le VCN3 peut baisser jusque 0,190 m3/s en cas de période quinquennale sèche, ce qui est bien loin d'être sévère.

### Crues
Comme généralement en Lorraine, les crues peuvent être fort importantes, compte tenu de la petitesse de la rivière et l'exiguïté de son bassin versant. Les QIX 2 et QIX 5 valent respectivement 23 et 34 m3/s. Le QIX 10 est de 42 m3/s, le QIX 20 de 49 m3/s, tandis que le QIX 50 se monte à 59 m3/s.
Le débit instantané maximal enregistré à Frizon a été de 75,4 m3/s le 3 octobre 2006, tandis que la valeur journalière maximale était de 45,9 m3/s le 3 juin 1979. Si l'on compare la première de ces valeurs à l'échelle des QIX de la rivière, l'on constate que cette crue était largement supérieure au niveau cinquantennal défini par le QIX 50, et donc tout à fait exceptionnelle.

### Lame d'eau et débit spécifique
L'Avière est une rivière assez abondante. La lame d'eau écoulée dans son bassin est de 371 millimètres par an, ce qui est assez abondant et semblable à la moyenne des cours d'eau issus des hauteurs du sud du plateau lorrain. C'est nettement supérieur à la moyenne de la France, tous bassins confondus, mais inférieur à la moyenne du bassin français de la Moselle (445 millimètres par an à Hauconcourt, en aval de Metz). Le débit spécifique (ou Qsp) atteint 11,7 litres par seconde et par kilomètre carré de bassin.